# Semenovilia
Semenovilia là một chi bọ cánh cứng trong họ Meloidae.
Chi này được miêu tả khoa học năm 1954 bởi Kuzin.

## Các loài
Các loài trong chi này gồm:
- Semenovilia fischeri (Gebler, 1847)
- Semenovilia komarowi (Reitter, 1889)